# Jeffrey Hudson
Sir Jeffrey Hudson (1619 – c. 1682) era um anão da corte da rainha inglesa Henriqueta Maria de França. Ele era conhecido como o "anão da rainha" e "Lord Minimus", e era considerado uma das "maravilhas da época" por causa de sua pequenez extrema, mas bem proporcionada. Ele lutou com os realistas na Guerra Civil Inglesa e fugiu com a Rainha para a França, mas foi expulso de sua corte quando matou um homem em um duelo. Ele foi capturado por piratas da Barbária e passou 25 anos como escravo no Norte da África antes de ser resgatado de volta para a Inglaterra.

## Juventude e ascensão à proeminência
Hudson foi batizado em Oakham, Rutland, em 14 de junho de 1619. Seus pais, três irmãos e uma meia-irmã eram todos do tamanho normal. O pai de Hudson, John, era o guardião dos touros de baiting para Jorge Villiers, Duque de Buckingham. A maravilhosa pequenez e as proporções normais de Hudson tornaram-se aparentes na primeira infância. Várias teorias existiam para seu tamanho, incluindo a de que sua mãe se engasgou com um pepino durante a gravidez, mas ele provavelmente sofria de deficiência de hormônio do crescimento causada por um distúrbio da glândula pituitária.
Em 1626, Jeffrey Hudson foi apresentado à Duquesa de Buckingham como uma "raridade da natureza" e ela o convidou para se juntar à família. Poucos meses depois, o duque e a duquesa receberam o Rei Carlos I e sua jovem esposa francesa, a rainha Henriqueta Maria, em Londres. O clímax do luxuoso banquete foi a apresentação de Jeffrey à Rainha, servido em uma grande torta. Quando a torta foi colocada à frente da Rainha, Hudson surgiu da crosta, com 46 centímetros de altura e vestido com uma armadura de placas em miniatura. A rainha ficou encantada e o duque e a duquesa de Buckingham ofereceram Hudson a ela como um presente divertido.

## Hudson na corte da rainha

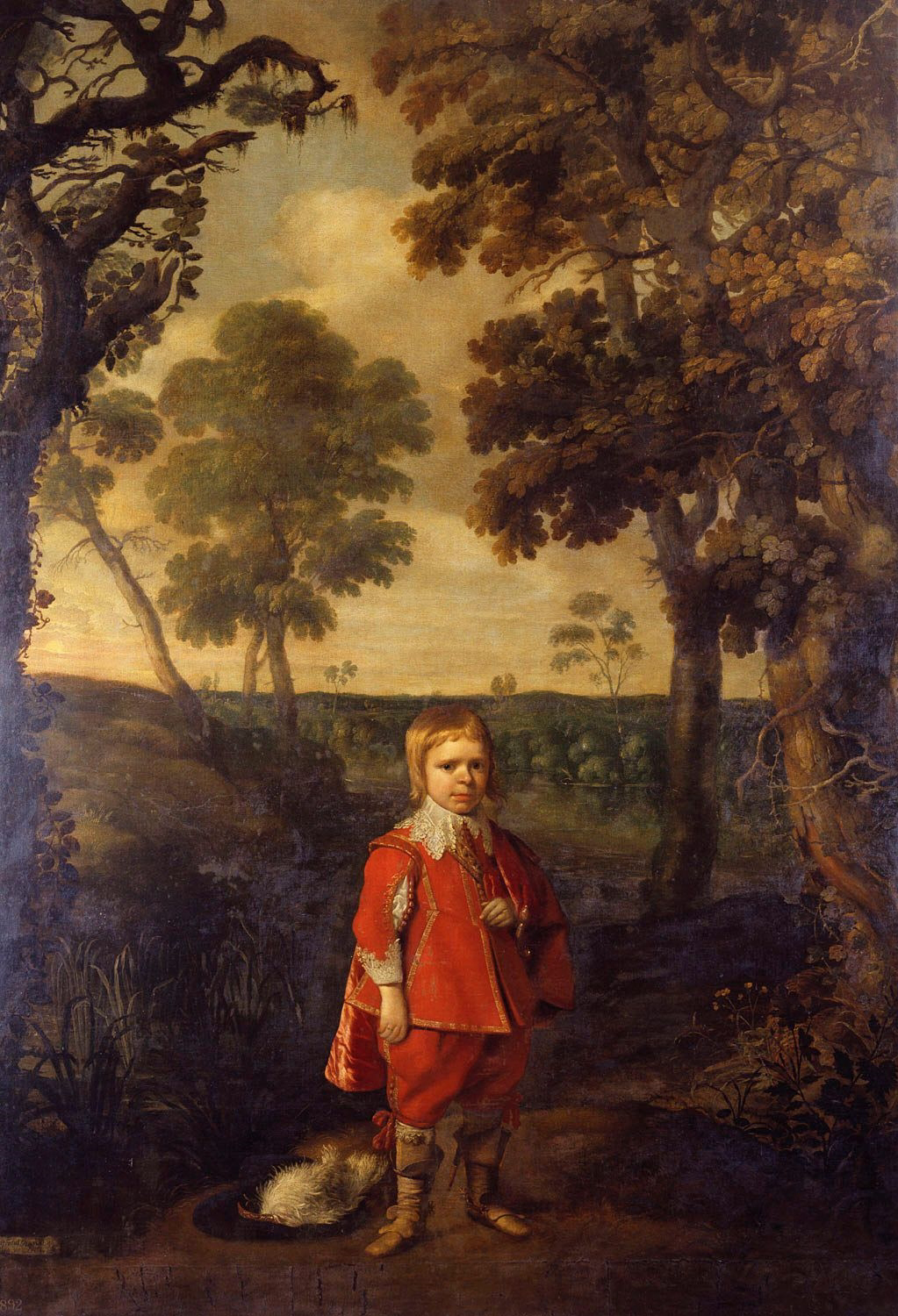
Hudson na floresta (circa 1628–30) por Daniel Mytens

Hudson mudou-se para a Denmark House em Londres no final de 1626, onde a rainha mantinha sua residência real, com seus muitos assistentes franceses e padres católicos. Ele era uma das várias curiosidades naturais e animais de estimação, entre os quais um gigante porteiro galês chamado William Evans, dois anões desproporcionais e um macaco chamado Pug. Mais tarde, ele desenvolveu uma rotina com Evans na qual o porteiro puxava Hudson de seu bolso junto com um pedaço de pão e começava a fazer um sanduíche. À medida que cresceu em anos, senão em centímetros, Hudson aprendeu a divertir e entreter com sua inteligência e comportamento cortês, bem como com sua aparência. Os anões não eram raros nas cortes da Europa, mas as belas proporções e o tamanho minúsculo de Hudson o tornaram excepcionalmente famoso. Seu tamanho foi repetidamente descrito como 18 ou 19 polegadas e é relatado que ele cresceu pouco entre os 7 e os 30 anos de idade. Ele era frequentemente escalado para papéis pitorescos nas mascaradas à fantasia elaboradas que eram encenadas por Inigo Jones para o divertimento da corte.
Hudson cavalgava com a rainha e sua família. Selas laterais eram fornecidas para dez senhoras e três lavadeiras, enquanto o "anão" era fornecido com uma elaborada sela de libré de veludo com rendas e franjas de prata e seda. O alfaiate da corte Gilbert Morrett fazia roupas para Hudson. Ele tinha "um terno barracan cinza com mangas" e "um terno de luto preto de Flandres, dizem", e uma calça estreita escarlate para usar sob a armadura. O alfaiate da rainha George Gillin fazia roupas para a anã Sarah, ou "pequena Sara", incluindo um vestido italiano de baeta vermelha. Hudson e Sarah eram vestidos com os mesmos tecidos dos próprios filhos de Henriqueta.
Em 1630, com cerca de 10 anos de idade, Hudson foi incluído em uma missão na França. Embora o objetivo principal da missão fosse retornar com uma parteira para a primeira gravidez da Rainha, é provável que Hudson tenha sido enviado para a apreciação da corte francesa. Na viagem de retorno através do canal, seu navio foi capturado por piratas de Dunquerque, que saquearam o navio, mas eventualmente os libertaram para retornar à Inglaterra. A segunda viagem de Hudson pelo Canal da Mancha ocorreu em 1637, aos 18 anos, quando um grupo de cortesãos viajaram para a Holanda para observar o cerco de Breda, enquanto os holandeses tentavam expulsar o exército espanhol.
Hudson foi educado na família da Rainha e aprendeu as maneiras da corte. Ele foi criado na Igreja Católica Romana da família dela. Ele aprendeu a andar a cavalo e atirar com uma pistola. Ele foi celebrado em uma variedade de poemas e narrativas da época. No entanto, apesar de seu talento e inteligência, era a novidade de seu tamanho que mais se valorizava e todos entendiam que se ele fosse de estatura normal não teria lugar na corte. Isso é explicitamente reconhecido em um dos vários poemas aduladores.

## A chegada da Guerra Civil e a dissolução da corte
Em 1640, a relação entre o rei Carlos e o Parlamento havia se deteriorado a ponto de haver conspirações e tentativas de prisão. O conflito armado eclodiu entre os Realistas e os Parlamentares em 1642. Enquanto Carlos liderava o exército monarquista, a rainha levou um pequeno número de sua comitiva, incluindo Hudson, para a Holanda para arrecadar dinheiro e apoio para ele. Com a venda de artigos de seu palácio, ela arrecadou o suficiente para comprar alguns suprimentos para o exército monárquico, mas não teve sucesso em obter apoio oficial do governo protestante holandês. Ela voltou para a Inglaterra com seus cortesãos e eles se viram no meio de uma guerra civil.
Eles foram capazes de se juntar às forças realistas em Oxford. A Rainha nomeou Hudson um "Capitão do Cavalo". Não se sabe se ele comandou tropas ou viu o combate em um dos ataques de cavalaria do Príncipe Ruperto, mas ele considerou a nomeação uma honra ao invés de uma piada e mais tarde na vida continuou a se autodenominar Capitão Jeffrey Hudson.
Como ficou claro que a guerra estava se ampliando em vez de encerrada, a rainha fugiu para a França em 1643 com um pequeno grupo de cortesãos e empregados domésticos, novamente incluindo Hudson. Embora tenham sido calorosamente recebidos na França e tivessem espaço no palácio do Louvre, a rainha estava doente após um parto difícil e ela logo mudou sua corte no exílio para o spa em Nevers.

## Duelo e desastre

Rainha Henriqueta Maria com Sir Jeffrey Hudson (1633) por Anthony van Dyck

Cortesãos monarquistas se reuniam em torno da Rainha, mas Hudson aparentemente não tinha interesse em retomar seu papel de animal de estimação ou palhaço e deixou claro que não toleraria mais piadas ou insultos. Não há registro da ofensa precisa oferecida, mas em outubro de 1644, Hudson desafiou o irmão de William Crofts para um duelo. Crofts chegou ao duelo brandindo uma grande pistola de esguicho de água, mas sua irreverência o levaria à morte, já que Hudson atirou mortalmente em sua testa. A morte de Crofts foi um desastre para Hudson. Duelar havia sido proibido na França e isso poderia ser considerado uma transgressão contra a hospitalidade, além do fato de William Crofts ser uma figura poderosa como Mestre do Cavalo da Rainha e chefe de seu guarda-costas. Ele foi inicialmente condenado à morte, mas Henriqueta Maria intercedeu por sua vida, e ele foi enviado de volta para a Inglaterra.

## Escravidão e redenção, pobreza e morte
Os movimentos de Hudson após deixar a corte da Rainha no final de 1644, aos 25 anos, são desconhecidos. Em poucos meses, ele estava em um navio capturado pelos piratas da Barbária. Hudson foi levado para o Norte da África como escravo, onde passou talvez seus próximos 25 anos trabalhando. A data e as circunstâncias de seu resgate ou redenção não são conhecidas, mas foi na década de 1660 que várias missões foram enviadas da Inglaterra à Argélia e Túnis para resgatar cativos ingleses, e sua primeira presença documentada na Inglaterra foi em 1669. Nenhum detalhe de sua foram registados em cativeiro, salvo um facto: afirmou ter crescido até 110 centímetros durante esta época, duplicando a sua altura após os 30 anos de idade., que ele atribuiu à sodomia que tinha sofrido regularmente nas mãos de seus captores.
Os poucos registros contemporâneos dos anos de Hudson entre 1669 e sua morte em 1682 consistem em alguns recibos de concessões em dinheiro do duque de Buckingham e do novo rei. Ele não voltou para a corte da rainha, mesmo após a restauração real em 1660 e seu retorno a convite de seu filho, Carlos II. Ela residiu em Londres por apenas cinco anos, fugindo para a França durante a peste londrina de 1665. Ela morreu na França em 1669, o ano em que Hudson reapareceu pela primeira vez nos registros ingleses.
Hudson viveu em Oakham por vários anos, onde ele foi entrevistado e um breve registro de sua vida feito, pelo antiquário James Wright. Em 1676, Hudson voltou a Londres, talvez para buscar uma pensão da corte real. Ele teve a infelicidade de chegar em um momento de turbulenta atividade anticatólica, que incluía a "Complô papista" de Titus Oates (também de Oakham), e foi preso "por um tempo considerável" na Prisão de Gatehouse. Ser um "católico romano" foi sua única ofensa registrada, mas ele não foi solto até 1680. Ele morreu cerca de dois anos depois em uma data desconhecida, em circunstâncias desconhecidas, enterrado em um túmulo de indigente católico sem identificação.